# Unione Sportiva Fascista Salernitana 1928-1929
Questa pagina raccoglie i dati riguardanti la Unione Sportiva Fascista Salernitana nelle competizioni ufficiali della stagione 1928-1929.

## Stagione
La presidenza del club viene affidata a Pasquale Pinto il quale, stimolato dalla nuova riforma che verrà attuata l'anno successivo prevedendo la creazione di un girone unico di Serie A e un girone unico di Serie B, tenta di costruire una squadra all'altezza prendendo un mediano di spinta (Silvio Brioschi) e due attaccanti pericolosi: Attilio Sudati e Alfredo Terno.
Allenata da Dino Barone, la Salernitana inizia la sua stagione con due nettissime vittorie contro il Nola e contro l'Aversana. Purtroppo i granata si perdono poi subendo tre sconfitte consecutive nelle tre successive gare, però la squadra non si abbatte e collezionando un pareggio e 4 vittorie nel girone di ritorno riesce ad assicurarsi l'accesso al girone semifinale per la promozione. La squadra campana però non si dimostra all'altezza nel girone semifinale ottenendo una sola vittoria e terminando all'ultimo posto con un bottino di 6 punti.

## Divise
| Casa |

## Organigramma societario
Fonte
Area direttiva
- Presidente: Pasquale Pinto
- Segretario: Maurizio De Masi

Area tecnica
- Allenatore: Dino Barone

Area sanitaria
- Massaggiatore: Guglielmo Borsa

## Rosa
Fonte:
| N. |                   | Ruolo | Calciatore          |
| -- | ----------------- | ----- | ------------------- |
|    | Italia (bandiera) | P     | Alfonso Amendola    |
|    | Italia (bandiera) | P     | Vincenzo Coppola    |
|    | Italia (bandiera) | P     | Gennaro Finizio     |
|    | Italia (bandiera) | P     | Remo Gabardi        |
|    | Italia (bandiera) | D     | Matteo Apicella     |
|    | Italia (bandiera) | D     | Vincenzo Gallo      |
|    | Italia (bandiera) | D     | Mario Manzo         |
|    | Italia (bandiera) | D     | Raimondi            |
|    | Italia (bandiera) | D     | Redaelli            |
|    | Italia (bandiera) | D     | Serena              |
|    | Italia (bandiera) | C     | Ferdinando Beltrame |

| N. |                   | Ruolo | Calciatore             |
| -- | ----------------- | ----- | ---------------------- |
|    | Italia (bandiera) | C     | Silvio Brioschi        |
|    | Italia (bandiera) | C     | Ernesto De Bartolomeis |
|    | Italia (bandiera) | C     | Ignazio Mandelli       |
|    | Italia (bandiera) | C     | Gaudenzio Mortarini    |
|    | Italia (bandiera) | A     | Armando Abbiati        |
|    | Italia (bandiera) | A     | Mario Adinolfi         |
|    | Italia (bandiera) | A     | Giuseppe Barone        |
|    | Italia (bandiera) | A     | Ferdinando Pasetti     |
|    | Italia (bandiera) | A     | Luigi Rioli            |
|    | Italia (bandiera) | A     | Attilio Sudati         |
|    | Italia (bandiera) | A     | Alfredo Terno          |

## Risultati

### Campionato Meridionale

#### Girone D

##### Sottogirone Campano

###### Andata
| Salerno 25 novembre 1928 1ª giornata | Salernitana | 2 – 0 a tavolino referto | Nola | Campo di Piazza d'Armi |

| Aversa 9 dicembre 1928 2ª giornata                                                                     | Aversana  | 1 – 5 referto                                        | Salernitana |  |
| \| \| \| \| \| Marescalchi 64’ \| Marcatori \| 26’ Mortarini 52’ Sudati 59’, 76’ Beltrame 71’ Rioli \| |           |                                                      |             |  |
| |           |                                                      |             |  |
| Marescalchi 64’                                                                                        | Marcatori | 26’ Mortarini 52’ Sudati 59’, 76’ Beltrame 71’ Rioli |             |  |

| Vomero 16 dicembre 1928 3ª giornata                                   | Vomero    | 2 – 1 referto | Salernitana |  |
| \| \| \| \| \| Iaquinto 2’ Tricoli 9’ \| Marcatori \| 10’ Apicella \| |           |               |             |  |
|                                                                       |           |               |             |  |
| Iaquinto 2’ Tricoli 9’                                                | Marcatori | 10’ Apicella  |             |  |

| Nocera Inferiore 26 dicembre 1928 4ª giornata   | Nocerina  | 1 – 0 referto | Salernitana |  |
| \| \| \| \| \| Petrosino 24’ \| Marcatori \| \| |           |               |             |  |
|                                                 |           |               |             |  |
| Petrosino 24’                                   | Marcatori |               |             |  |

| Castellammare di Stabia 6 gennaio 1929 5ª giornata                  | Stabia    | 2 – 0 referto | Salernitana |  |
| \| \| \| \| \| Candela 70’ (rig.) Donnarumma 74’ \| Marcatori \| \| |           |               |             |  |
|                                                                     |           |               |             |  |
| Candela 70’ (rig.) Donnarumma 74’                                   | Marcatori |               |             |  |

###### Ritorno
| Nola 13 gennaio 1929 6ª giornata                          | Nola      | 1 – 1 referto | Salernitana |  |
| \| \| \| \| \| Perrotta 67’ \| Marcatori \| 25’ Sudati \| |           |               |             |  |
|                                                           |           |               |             |  |
| Perrotta 67’                                              | Marcatori | 25’ Sudati    |             |  |

| Salerno 20 gennaio 1929 7ª giornata                      | Salernitana | 2 – 0 referto | Aversana | Campo di Piazza d'Armi |
| \| \| \| \| \| Abbiati 19’ Sudati 75’ \| Marcatori \| \| |             |               |          |                        |
|                                                          |             |               |          |                        |
| Abbiati 19’ Sudati 75’                                   | Marcatori   |               |          |                        |

| Salerno 27 gennaio 1929 8ª giornata                                  | Salernitana | 2 – 1 referto | Vomero | Campo di Piazza d'Armi |
| \| \| \| \| \| Terno 40’ Brioschi 47’ \| Marcatori \| 41’ Tricoli \| |             |               |        |                        |
|                                                                      |             |               |        |                        |
| Terno 40’ Brioschi 47’                                               | Marcatori   | 41’ Tricoli   |        |                        |

| Salerno 10 febbraio 1929 9ª giornata                                       | Salernitana | 2 – 1 referto | Nocerina | Campo di Piazza d'Armi |
| \| \| \| \| \| Adinolfi 13’ Mortarini 88’ \| Marcatori \| 65’ Montiglio \| |             |               |          |                        |
|                                                                            |             |               |          |                        |
| Adinolfi 13’ Mortarini 88’                                                 | Marcatori   | 65’ Montiglio |          |                        |

| Salerno 17 febbraio 1929 10ª giornata                                                 | Salernitana | 3 – 1 referto | Stabia | Campo di Piazza d'Armi |
| \| \| \| \| \| Mortarini 2’, 57’ Apicella 85’ (rig.) \| Marcatori \| 35’ Ferraiolo \| |             |               |        |                        |
|                                                                                       |             |               |        |                        |
| Mortarini 2’, 57’ Apicella 85’ (rig.)                                                 | Marcatori   | 35’ Ferraiolo |        |                        |

##### Girone finale

###### Andata
| Messina 7 aprile 1929 1ª giornata                                   | Messina   | 3 – 0 referto | Salernitana |  |
| \| \| \| \| \| Fidomanzo I 40’, 87’ Arbrizzi 70’ \| Marcatori \| \| |           |               |             |  |
|                                                                     |           |               |             |  |
| Fidomanzo I 40’, 87’ Arbrizzi 70’                                   | Marcatori |               |             |  |

| Salerno 11 aprile 1929 2ª giornata | Salernitana | 0 – 0 referto | Vomero | Campo di Piazza d'Armi |

| Nocera Inferiore 14 aprile 1929 3ª giornata       | Nocerina  | 1 – 1 referto | Salernitana |  |
| \| \| \| \| \| ??? ??’ \| Marcatori \| ??’ ??? \| |           |               |             |  |
|                                                   |           |               |             |  |
| ??? ??’                                           | Marcatori | ??’ ???       |             |  |

| Salerno 18 aprile 1929 4ª giornata                        | Salernitana | 1 – 2 referto   | Tommaso Gargallo | Campo di Piazza d'Armi |
| \| \| \| \| \| ??? ??’ \| Marcatori \| ??’ ??? ??’ ??? \| |             |                 |                  |                        |
|                                                           |             |                 |                  |                        |
| ??? ??’                                                   | Marcatori   | ??’ ??? ??’ ??? |                  |                        |

| Palermo 21 aprile 1929 5ª giornata                       | Palermo   | 1 – 1 referto | Salernitana |  |
| \| \| \| \| \| Negri 60’ \| Marcatori \| 70’ Adinolfi \| |           |               |             |  |
|                                                          |           |               |             |  |
| Negri 60’                                                | Marcatori | 70’ Adinolfi  |             |  |

###### Ritorno
| Salerno 2 giugno 1929 6ª giornata                                         | Salernitana | 3 – 2 Rinviata referto | Messina | Campo di Piazza d'Armi |
| \| \| \| \| \| ??? ??’ ??? ??’ ??? ??’ \| Marcatori \| ??’ ??? ??’ ??? \| |             |                        |         |                        |
|                                                                           |             |                        |         |                        |
| ??? ??’ ??? ??’ ??? ??’                                                   | Marcatori   | ??’ ??? ??’ ???        |         |                        |

| Vomero 5 maggio 1929 7ª giornata                | Vomero    | 1 – 0 referto | Salernitana |  |
| \| \| \| \| \| Capodanno 44’ \| Marcatori \| \| |           |               |             |  |
|                                                 |           |               |             |  |
| Capodanno 44’                                   | Marcatori |               |             |  |

| Salerno 9 maggio 1929 8ª giornata | Salernitana | 0 – 2 a tavolino referto | Palermo | Campo di Piazza d'Armi |

| Salerno 12 maggio 1929 9ª giornata                           | Salernitana | 1 – 1 referto | Nocerina | Campo di Piazza d'Armi |
| \| \| \| \| \| Mortarini 88’ \| Marcatori \| 20’ Bertagni \| |             |               |          |                        |
|                                                              |             |               |          |                        |
| Mortarini 88’                                                | Marcatori   | 20’ Bertagni  |          |                        |

| Siracusa 19 maggio 1929 10ª giornata                 | Tommaso Gargallo | 2 – 0 referto | Salernitana |  |
| \| \| \| \| \| Lumia 3’ Gemme 27’ \| Marcatori \| \| |                  |               |             |  |
|                                                      |                  |               |             |  |
| Lumia 3’ Gemme 27’                                   | Marcatori        |               |             |  |

## Statistiche

### Statistiche di squadra
| Competizione           | Punti | In casa | In casa | In casa | In casa | In casa | In casa | In trasferta | In trasferta | In trasferta | In trasferta | In trasferta | In trasferta | Totale | Totale | Totale | Totale | Totale | Totale | DR |
| Competizione           | Punti | G       | V       | N       | P       | Gf      | Gs      | G            | V            | N            | P            | Gf           | Gs           | G      | V      | N      | P      | Gf     | Gs     | DR |
| ---------------------- | ----- | ------- | ------- | ------- | ------- | ------- | ------- | ------------ | ------------ | ------------ | ------------ | ------------ | ------------ | ------ | ------ | ------ | ------ | ------ | ------ | -- |
| Campionato Meridionale | 13    | 5       | 5       | 0       | 0       | 11      | 3       | 5            | 1            | 1            | 3            | 7            | 7            | 10     | 6      | 1      | 3      | 18     | 10     | +8 |
| Semifinale Girone D    | 6     | 5       | 1       | 2       | 2       | 5       | 7       | 5            | 0            | 2            | 3            | 2            | 8            | 10     | 1      | 4      | 5      | 7      | 15     | -8 |
| Totale                 | -     | 10      | 6       | 2       | 2       | 16      | 10      | 10           | 1            | 3            | 6            | 9            | 15           | 20     | 7      | 5      | 8      | 25     | 25     | 0  |

### Andamento in campionato

#### Campionato Meridionale
| Giornata  | 1 | 2 | 3 | 4 | 5 | 6 | 7 | 8 | 9 | 10 |
| --------- | - | - | - | - | - | - | - | - | - | -- |
| Luogo     | C | T | T | T | T | T | C | C | C | C  |
| Risultato | V | V | P | P | P | N | V | V | V | V  |

Legenda:

Luogo: C = Casa; T = Trasferta. Risultato: V = Vittoria; N = Pareggio; P = Sconfitta.

#### Semifinale Girone D
| Giornata  | 1 | 2 | 3 | 4 | 5 | 6 | 7 | 8 | 9 | 10 |
| --------- | - | - | - | - | - | - | - | - | - | -- |
| Luogo     | T | C | T | C | T | C | T | C | C | T  |
| Risultato | P | N | N | P | N | V | P | P | N | P  |

Legenda:

Luogo: C = Casa; T = Trasferta. Risultato: V = Vittoria; N = Pareggio; P = Sconfitta.

### Statistiche dei giocatori
Fonte
| Giocatore         | Campionato Meridionale | Campionato Meridionale | Campionato Meridionale | Campionato Meridionale |
| Giocatore         | Presenze               | Reti                   | Ammonizioni            | Espulsioni             |
| ----------------- | ---------------------- | ---------------------- | ---------------------- | ---------------------- |
| A. Abbiati        | 14                     | 1                      | ?                      | ?                      |
| M. Adinolfi       | 9                      | 2                      | ?                      | ?                      |
| A. Amendola       | 0                      | -0                     | 0                      | 0                      |
| M. Apicella       | 15                     | 2                      | ?                      | ?                      |
| G. Barone         | 0                      | 0                      | 0                      | 0                      |
| F. Beltrame       | 3                      | 2                      | ?                      | ?                      |
| S. Brioschi       | 15                     | 1                      | ?                      | ?                      |
| V. Coppola        | 0                      | -0                     | 0                      | 0                      |
| E. De Bartolomeis | 5                      | 0                      | ?                      | ?                      |
| G. Finizio        | 8                      | -9                     | ?                      | ?                      |
| R. Gabardi        | 8                      | -10                    | ?                      | ?                      |
| V. Gallo          | 8                      | 0                      | ?                      | ?                      |
| I. Mandelli       | 14                     | 1                      | ?                      | ?                      |
| M. Manzo          | 15                     | 0                      | ?                      | ?                      |
| G. Mortarini      | 16                     | 5                      | ?                      | ?                      |
| F. Pasetti        | 4                      | 0                      | ?                      | ?                      |
| Raimondi          | 14                     | 0                      | ?                      | ?                      |
| Redaelli          | 7                      | 0                      | ?                      | ?                      |
| L. Rioli          | 6                      | 1                      | ?                      | ?                      |
| Serena            | 0                      | 0                      | 0                      | 0                      |
| A. Sudati         | 16                     | 3                      | ?                      | ?                      |
| A. Terno          | 13                     | 1                      | ?                      | ?                      |